# بنزرت (باخرة)
الباخرة بنزرت (بالأحرف اللاتينية: Bizerte) هي سفينة بضائع كانت تابعة للشركة التونسية للملاحة، صنعت عام 1979، وبدأت الخدمة في تونس في نفس السنة. بيعت لشركة من سانت فنسينت والجرينادينز فصار اسمها Teos.